# Georg Ludwig Kriegk
Georg Ludwig Kriegk, född 25 februari 1805 i Darmstadt, död 28 maj 1878 i Frankfurt am Main, var en tysk historiker och arkivarie.
Kriegk studerade historia och filologi vid universiteten i Heidelberg och Giessen och 1825 blev han informator i Frankfurt am Main. År 1834 blev han filosofie doktor vid Marburgs universitet och etablerade sig som privatforskare i Frankfurt. Han var medlem i flera lärda sällskap och var särskilt intresserad geografi, etnologi och arkeologi. På hans initiativ startade de systematiska utgrävningarna av den romerska staden Nida i nuvarande Heddernheim i Frankfurt.
År 1848 blev han gymnasieprofessor i Frankfurt am Main och ordförande i skolreformföreningen.  Från 1860 var han även verksam i stadsarkivet och 1863 lämnade han sin lärartjänst då han blev stadsarkivarie, en befattning vilken han behöll intill pensioneringen 1875. Han ordnade och inventerade arkiven samt författade skrifter om  Frankfurts historia. Han bedrev även författarskap rörande  Johann Wolfgang von Goethe. Han utgav Friedrich Christoph Schlossers Weltgeschichte für das deutsche Volk (19 band, 1844–1857).